# Mia Nicolai
Michaja Nicolaï (Amesterdão, 7 de Março de 1996) artísticamente conhecida como Mia Nicolai, é uma cantora neerlandesa. Foi escolhida em 2022 para representar os Países Baixos no Festival Eurovisão da Canção de 2023, em Liverpool, ao lado de Dion Cooper.

## Biografia
Nicolai nasceu em Amesterdão, filha de mãe russa e pai neerlandês. Aos três anos de idade começou a ter aulas de violino e piano. Em 2018, lançou uma versão cover da canção «At Last». Mais tarde, Mia Nicolai mudou-se para Los Angeles. Naquela cidade lançou o seu primeiro single intitulado «Set me free» em 2020, que foi descrito como uma canção pop escapista. Nesse mesmo ano, seguiu-se o single «Mutual Needs» e, em 2021 e 2022, respectivamente, «Dream go» e «Loop».
A 1 de novembro de 2022, foi anunciado que ela e Dion Cooper representariam os Países Baixos no Festival Eurovisão da Canção de 2023 com a canção «Burning Daylight». No entanto, a canção não se classificou para a final do evento.

## Discografia
| Título         | Lançamento            |
| -------------- | --------------------- |
| Set me free    | 16 de Outubro de 2020 |
| Mutual needs   | 9 de Novembro de 2020 |
| People pleaser | 16 de Abril de 2021   |
| Dream go       | 2 de Dezembro de 2021 |
| Loop           | 31 de Outubro de 2022 |